# مايكل أوسي
مايكل أوسي (بالإنجليزية: Michael Osei) هو مدرب كرة قدم ولاعب كرة قدم غاني، ولد في 15 سبتمبر 1971.